# ハラヤミュージックエンタープライズ
株式会社ハラヤミュージックエンタープライズは、東京都港区にあるコンサートマネジメント会社。ビュッフェ・クランポン株式会社 特約店。自社CDレーベル「Bell Wood」を持つ。数多くの著名な音楽家が所属アーティストとして在籍している。
- 1987年にパリ・トロンボーン四重奏団の初来日ツアーを成功させ、1997年の同団解散までの全ての日本ツアーをマネジメントした。
- 金管以外も、弦楽器、木管、打楽器、ピアノ、声楽などのクラシック音楽全般のマネジメントを行っている。

## 沿革
- 1981年7月22日 - 東京都港区赤坂七丁目において、創立者故・原谷晴夫によって創業。
- 1987年 - パリ・トロンボーン四重奏団の日本ツアー開催。
- 1990年 - パリ・トロンボーン四重奏団再来日。日本ツアー開催。
- 1994年 - ハラヤミュージックエンタープライズ ガラコンサート'94開催。
- 1995年 - 熊本県熊本市東区桜木に熊本事務所を開設。
- 1997年 - パリ・トロンボーン四重奏団来日。解散ファイナル日本ツアー開催。
- 2002年 - 山口県岩国市牛野谷町に岩国営業所を開設。同時に管楽器販売部門を新設。ビュッフェ・クランポン株式会社と特約店契約。
- 2003年 - ミリエール・トロンボーン四重奏団が所属。
- 2004年 - ミリエール・トロンボーン四重奏団初来日。日本ツアーを開催。

## 業務内容
- コンサートマネージメント
- 管・打楽器販売（各種メーカー）ヤマハ・ビュッフェクランポン等
- 管・打楽器クリニック
- 学校音楽鑑賞会
- コンサート企画・作成
- CD制作・販売（ベルウッドレーベル）
- 楽譜レンタル

## CD
廃盤になっているものを除く。
- パリ・トロンボーン四重奏団-4人のヴィルトゥオーゾ-（BW-1001D）
- ミシェル・ベッケトロンボーンリサイタル-スコットランドのつりがね草-（BW-1003D）
- パリ・トロンボーン四重奏団-4人のヴィルトゥオーゾII-（BW-1004D）
- パリ・トロンボーン四重奏団-LIVE in TOKYO '90-（BW-1005D）
- エリック・オエビ-トランペットとピアノのためのフランス近代・現代作品集-（BW-1006D）
- パリ・トロンボーン四重奏団-パリの生活-（BW-1007D）
- パリ・トロンボーン四重奏団-カルメン-（BW-1008D）
- パリ・トロンボーン四重奏団-ファイナルコンサートライブ'97-（BW-1009D）
- バンブーオーケストラ-太古の岸辺-（BW-1301D）
- 日本のやすらぎ（BW-1302D）
- カクテルトロンボーン-荻野 昇-（BW-5004D）
- ソフィスケイテイッド・ブラス-ブラスアンサンブル《ブロウ》-（BW-5005D）

## 所属アーティスト
- ミシェル・ベッケ（トロンボーン）- リヨン国立高等音楽院教授、ケルン音楽大学教授。
- 荻野昇（トロンボーン） - 東京交響楽団首席。
- 白濱俊宏（トロンボーン・吹奏楽指導者） - くらしき作陽大学音楽学部准教授。
- ロブ・バックランド（サクソフォーン） - ロイヤル・ノーザン大学教授、アポロ・サクソフォーン四重奏団。
- 山下やよい（打楽器・マリンバ） - 広島文化短期大学非常勤講師、パーカッションアンサンブル"Heart Beats"。
- 三戸素子（ヴァイオリン） - サンクト・フローリアン三重奏団、クライネス・コンツェルトハウス。
- 小澤洋介（チェロ） - サンクト・フローリアン三重奏団、クライネス・コンツェルトハウス。
- 米川幸余（ピアノ） - 愛知県立芸術大学講師。
- 丸山 滋（ピアノ） - 東京芸術大学音楽学部室内楽科・ピアノ科非常勤講師。
- 高嶋圭子（作曲・ピアノ） - クワットロB。
- ミリエール・トロンボーン四重奏団（トロンボーン四重奏） - フランスのトロンボーン四重奏団。
- アポロ・サクソフォーン四重奏団（サクソフォーン四重奏） - イギリスのサクソフォーン四重奏団。
- ドゥ・トレゾール（トランペットデュオ） - 日本のトランペットデュオ。
- ブラスアンサンブル《ブロウ》（金管五重奏） - 日本の金管五重奏団。
- スウィートファンタジア・オーケストラ（ジャズオーケストラ） - 日本のジャズオーケストラ。